# Le avventure di Paolina
Le avventure di Paolina (The Perils of Pauline) è un serial in 20 episodi del 1914 diretto da Louis J. Gasnier e da Donald MacKenzie, un attore che esordì alla regia con questo film. La pellicola ha come protagonista, nel ruolo eponimo, l'attrice Pearl White, considerata la regina del serial all'epoca del cinema muto.
Il primo episodio del serial era di tre rulli, tutti gli altri furono di due rulli. Il film - girato ad Ausable Chasm, Keeseville nello stato di New York - venne distribuito nelle sale dalla Pathé Frères il 31 marzo 1914. Lady Duff Gordon, famosa costumista teatrale e proprietaria di Lucile, una nota casa di moda, fece il suo esordio nel cinema curando i costumi di questo film.

## Trama
Mr. Marvin, ricco tutore di Paolina, muore lasciandola erede di tutti i suoi beni. Il denaro, fino alle nozze della ragazza, dovrà essere amministrato da Koerner, il segretario di Marvin. Ma Paolina, prima di sposarsi e mettere la testa a posto, vuole vivere in maniera avventurosa. Koerner allora, che vuole mettere le mani sull'eredità, prepara tutta una serie di piani per accontentare il desiderio di avventura di Paolina, piani volti, però, a eliminare la ragazza in modo da poter restare lui in possesso del denaro di Marvin.

## Produzione
Il film venne girato con un budget di 25.000 dollari nell'aprile del 1914, prodotto dalla Pathé Frères. I primi dieci episodi vennero diretti da Gasnier, mentre gli altri dieci furono diretti da MacKenzie.

### Luoghi delle riprese[2]
- Ausable Chasm, Keeseville, New York, USA
- Bay Shore, Long Island, New York, USA
- Coytesville, New Jersey, USA
- Englewood, New Jersey, USA
- Fort Lee, New Jersey, USA (Fort Lee Film Commission)
- Glendale, California, USA
- Ithaca, New York, USA
- Pittsburgh, Pennsylvania, USA
- Saranac Lake, New York, USA

## Distribuzione
Distribuito dalla General Film Company, il serial uscì nelle sale USA il 31 marzo 1914 dopo essere stato presentato il 23 marzo in prima al Loew's Broadway Theatre di New York.
Dopo le prime proiezioni, il film venne proiettato in versioni rimaneggiate e accorciate fino al 1920.
Una copia incompleta della pellicola viene conservata negli archivi della Lilly Library of Indiana University; si tratta di un positivo 16 mm che risale al 1916 e che comprende gli episodi dall'1 al 3 e dal 5 al 9.
Nel 2005, il film è stato distribuito in DVD dalla Grapevine Video in una versione di 199 minuti, masterizzata dalla pellicola in 16 mm.

### Episodi
- 1. Through Air and Fire, 23 marzo 1914
- 2. The Goddess of the Far East
- 3. The Pirate's Treasure
- 5. The Aerial Wire
- 6. The Broken Wing
- 7. A Tragic Plunge
- 8. The Reptile Under the Flowers
- 9. The Floating Coffin

### Sequel e remake
Le avventure di Paolina ebbe tanto successo che fu seguito da un'altra serie di film interpretati da Pearl White, I misteri di New York. Il serial ebbe numerose imitazioni e parodie, dando inizio alla prima età d'oro del cinema seriale statunitense.
Il titolo venne usato dalla Universal nel 1933, per un serial dalla trama differente. Quindi, nel 1947, dalla Paramount per il film The Perils of Pauline con Betty Hutton (film che in Italia venne distribuito con il titolo La storia di Pearl White). Un altro The Perils of Pauline uscì nel 1967, prodotto nuovamente dall'Universal: il film in Italia prese il titolo de I pericoli di Paolina.

### Riconoscimenti
Nel 2008 è stato scelto per essere conservato nel National Film Registry della Biblioteca del Congresso degli Stati Uniti.